# Robert Gerle
Robert Gerle (* 1. April 1924 in Abbazia; † 29. Oktober 2005 in Hyattsville, Maryland) war ein US-amerikanischer Geiger und Musikpädagoge ungarischer Herkunft.

## Leben
Gerle war Violinschüler von Géza de Kresz. Er studierte an der Franz-Liszt-Musikakademie und am ungarischen Nationalkonservatorium. Als Jude kam er während des Zweiten Weltkrieges in ein Arbeitslager, aus dem er 1945 flüchtete. Über Paris kam er nach Luxemburg, wo er kurze Zeit als Solist beim Rundfunk wirkte. 1950 kam er als Stipendiat der University of Illinois in die USA. In den 1960er Jahren trat er als Violinsolist in den USA und Europa auf und spielte Aufnahmen von Werken Ludwig van Beethovens, Samuel Barbers und anderer ein.
Für die Aufführung sämtlicher Sonaten Beethovens für Violine und Klavier mit seiner Frau, der Pianistin Marilyn Neeley, für das Fernsehen erhielt er 1970 einen Emmy Award. Im gleichen Jahr heiratete er Neeley. Als Violinlehrer wirkte Gerle am Peabody Institute in Baltimore und am Mannes College of Music in New York. Ab 1972 unterrichtete er an der University of Maryland, Baltimore County und an der Katholischen Universität von Amerika. Daneben dirigierte er den Friday Morning Music Club und leitete die Washington Sinfonia.
Gerle veröffentlichte die Violinlehrbücher The Art of Practicing the Violin (1983) und The Art of Bowing Practice (1991) sowie Memoiren unter dem Titel Playing It by Heart: Wonderful Things Can Happen Any Day (2005).